# Neuer jüdischer Friedhof (Cieszyn)

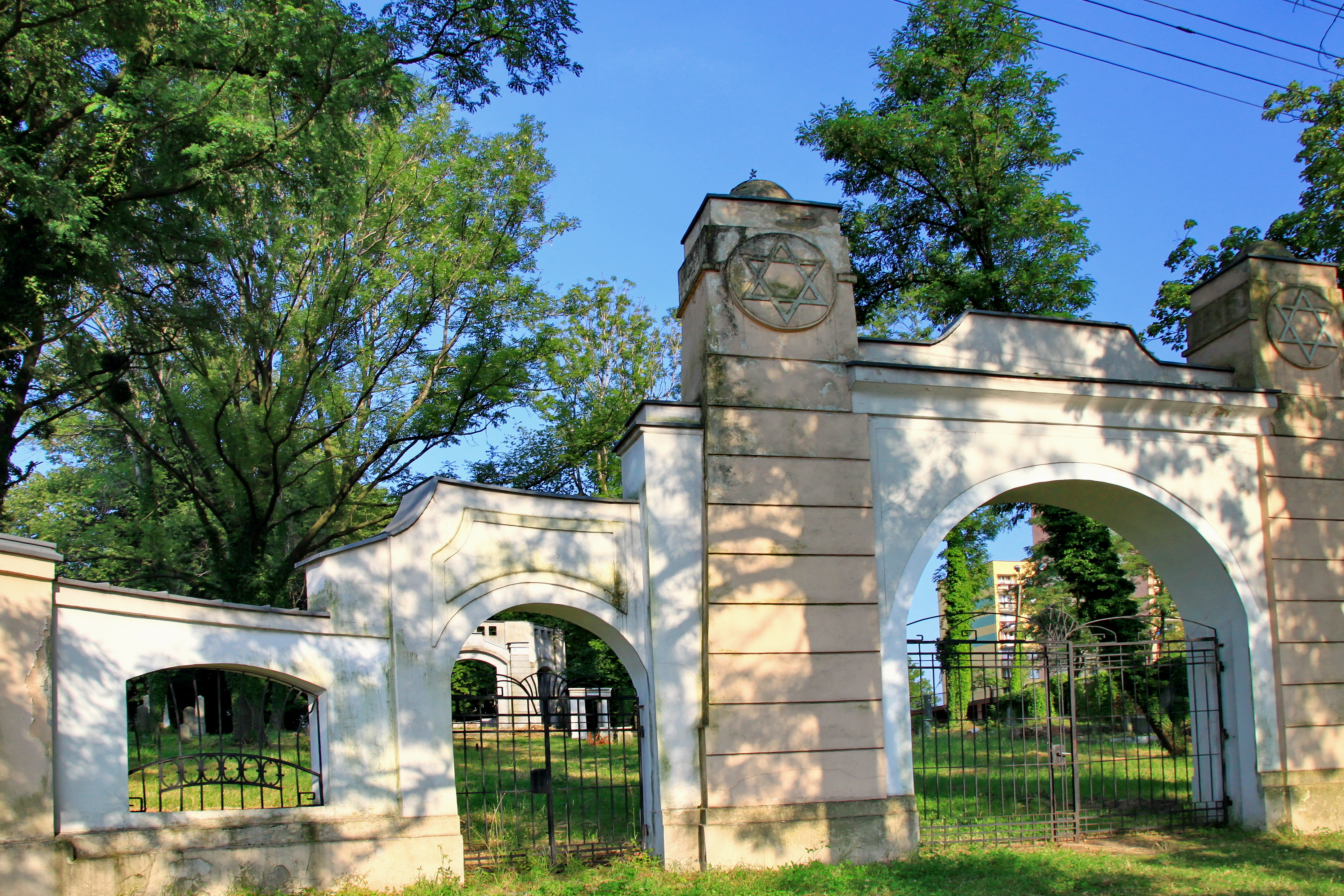
Eingang zum Friedhof

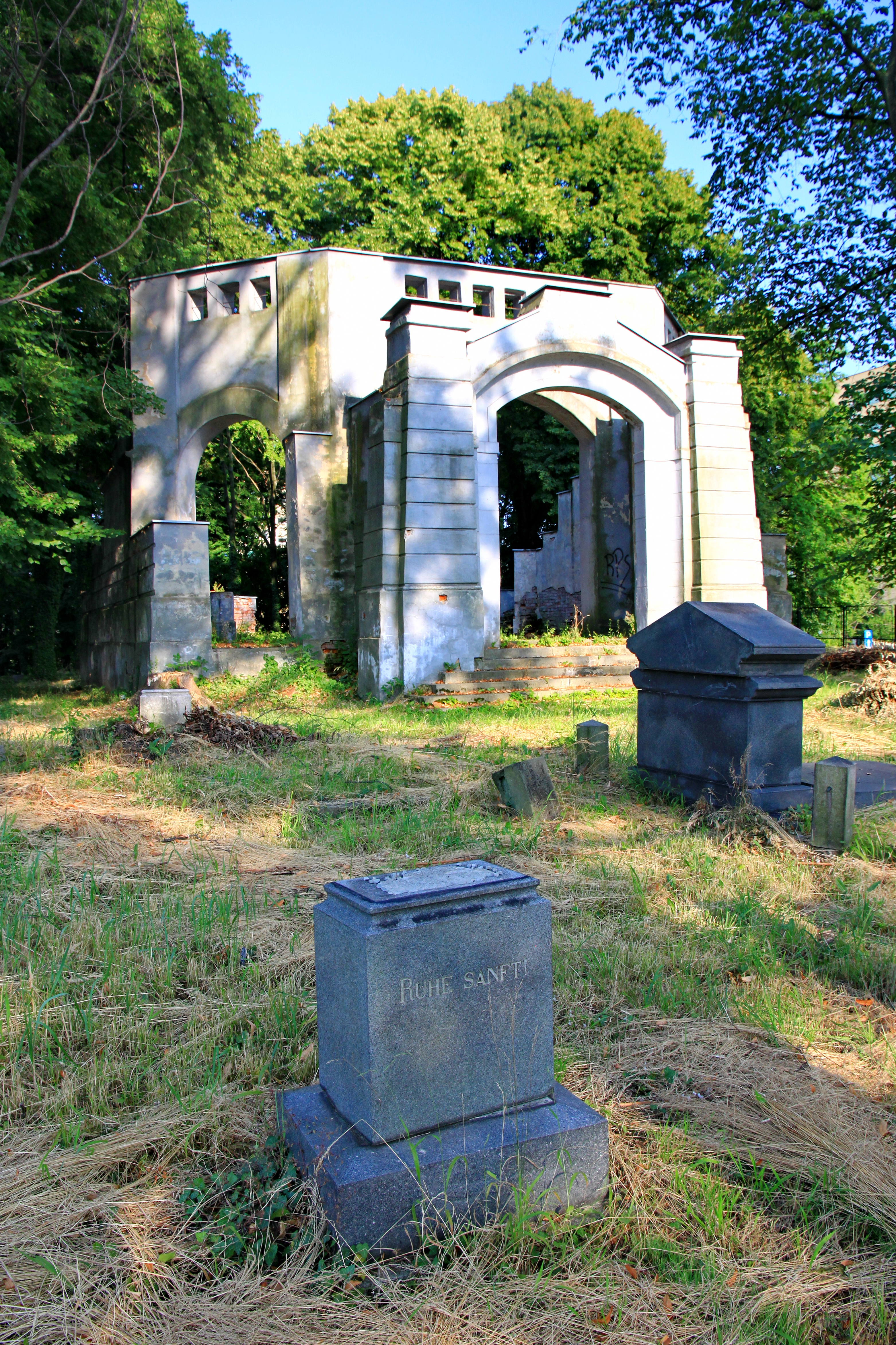
Ansicht

Der Neue jüdische Friedhof in Cieszyn (deutsch Teschen), einer Stadt in der Woiwodschaft Schlesien in Polen, wurde 1907 unter der Leitung von Joseph Philipp Glesinger (1838–1909) angelegt und bis 1961 genutzt. Der jüdische Friedhof ist seit 1986 ein geschütztes Kulturdenkmal. 
Der neue jüdische Friedhof ersetzte den alten jüdischen Friedhof, der in der Mitte des 18. Jahrhunderts angelegt wurde. Heute sind noch etwa 2000 Grabsteine auf dem Friedhof erhalten.